# Woodville (Nouvelle-Zélande)
Woodville est une petite localité du Sud de l'Île du Nord de la Nouvelle-Zélande.

## Situation
Elle est située à 75 km au nord de la ville de Masterton et à 25 km à l’est de celle de Palmerston North. 
La ville est située dans le district de Tararua et dans la région de Manawatu-Wanganui bien qu’elle soit très proche de la région de Hawke's Bay, dont elle faisait partie autrefois, mais elle est souvent considérée comme la frontière nord de la région de Wairarapa. 
C’est dans cette zone que se trouve la source du fleuve Manawatu.

## Géographie
Woodville est située à l’extrémité nord des monts Tararua, juste à la limite entre elles et la chaîne des Ruahines, formée par le fleuve Manawatu. 
Les gorges de Manawatu (en) fournissent l’accès le plus facile entre les côtes est et ouest, de la partie sud de l'Île du Nord et c’est un lien majeur pour les transports.
Un des reliefs locaux intéressant est le « mont Whariti », l’un des sommets principaux de la chaîne des Ruahines situé près de Woodville.

## Toponymie
Le nom semble être la corruption du nom original « Wharetiti » (Whare – house, titi – muttonbird (the Sooty Shearwater)). 
Selon une interview de la radio de Woodville en 2009, le sommet de 920 m d’altitude  (soit 2 950 ft)  a gagné son nom du fait de la nidification des pétrels (muttonbird)s au sommet des crêtes de la chaîne de montagne des Ruahines lors de leurs migrations.

## Population
Lors du recensement de 2006:1 398 personnes résidaient à Woodville avec une diminution de 81 habitants soit 5,5 %, par rapport au recensement de 2001 .

## Histoire initiale
Il semble que Woodville fut un lieu de séjour important lors des déplacements des Maoris dans l’histoire.
Ce fut ainsi un lieu de repos pour les chasseurs lorsqu’ils traversaient d’un côté à l’autre les gorges de Manawatu (en).
L’iwi (la tribu) locale était celle des Rangitāne (en), qui avaient des relations fortes et positives avec d’autres tribus.
Ils arrivèrent à Wharetiti en provenance de l'île de Bare (en), de Waimarama et continuèrent en direction du nord vers le mont Tongariro.
Les Maoris locaux auraient construit des maisons temporaires, il y a plusieurs années, quand les Titis commencèrent à arriver et chassèrent les oiseaux dans leurs zones de nidification, les conservant dans des sacoches faites avec du varech, qu’ils amenaient de la côte mais depuis longtemps les pétrels ou muttonbirds ne furent plus aperçus dans cette partie des montagnes des Ruahines.

## Transports
La ligne de chemin de fer Palmerston North à Gisborn (en) et la route State Highway 3 (en) sinuent à travers les côtés opposés des « gorges de Manawatu », et cette dernière fait sa jonction avec la route State Highway 2 (en) au niveau de Woodville.
La gare de Woodville (en) est sur la ligne ligne allant de Palmerston North à Gisborn (en) à la rencontre de la ligne de la branche de Wairarapa (en) et une boucle de retournement permet d’aller ensuite via la région Wairarapa vers la capitale Wellington, située au sud de l’Île du Nord.
Du fait du faible niveau du fret, la portion nord de la ligne de Wairarapa a été réexaminée en 2010 dans le cadre du plan de restructuration de KiwiRail.
En quelques semaines, il n’y a eu en fait qu’un seul train circulant sur la ligne, allant de Wellington à Napier.
L’utilisation du chemin de fer par la société Fonterra pour le transport du lait en vrac à partir de la localité d’Oringi signifiait que la ligne de Hawke's Bay était suffisamment utilisée.

## Économie
Woodville fut un emplacement marquant dans l’histoire de l’immigration européenne, quand elle devint la troisième ville par importance pour les scieries de troncs dans le cadre de la forêt des Seventy Miles (en), qui s’étendait le long du côté est de la chaîne de Tararua et de Ruahine, les autres villes importantes étant Dannevirke et Pahiatua.
Alors que les terres agricoles furent colonisées et dégagées, de nombreuses petites usines laitières s’installèrent pour traiter le lait fourni tant pour la consommation comme lait que comme fromage et autres produits laitiers.
Récemment dans le milieu des années 1980, les laiteries à l’extrémité ouest de Woodville, sur le trajet de la route State Highway 2 (en), face à l’entrée des gorges de Manawatu (en), fonctionnaient surtout pour la fabrication du fromage mais le magasin de la laiterie vendait les produits laitiers directement au public.
Une économie basée sur l’élevage du bœuf et du mouton florissante à cette époque, sous-tendait un certain nombre de sociétés locales de manutention et de transport, parmi lesquelles  Gunn Transport et Hawkes Bay Farmers Transport, les  deux entreprises étant maintenant basées sur le site relié à l’angle de la route State Highway 2 et de Vogel Street au niveau de l’échangeur de Wairarapa.
Ces activités étaient seulement économiquement valables dans le cadre la pré-dérégulation de l’industrie du transport, qui existait avant la réforme Rogernomique du Gouvernement travailliste Lange élu en 1984.
Avec la levée des restrictions de distance (les véhicules au-dessus d’un certain poids étaient à cette époque limités dans leurs déplacements au-delà de150 km de leur base géographique), le rôle de Woodville comme plate-forme pour le transport a rapidement chuté.
De plus, la municipalité soutenait un supermarché (fermé en 1980) - la Feltex fabrication factory – construit au milieu des années 1970 et fermé au milieu des années 1980 – au moins quatre ou cinq stations-services ou garages - dont un seul persiste à l’extrémité ouest du centre-ville (connu sous le nom de Caltex Woodville), et la présence significative du chemin de fer.
L’arrivée de l’entreprise Oringi Meatworks en 1980-1981 fut un élément qui dynamisa l’économie du secteur de Woodville avec en conséquence une vague d’arrivée d'habitants à Woodville, travaillant en fait à Oringi, mais finalement l’usine d’Oringi ferma en 2008.
Très peu d’industries légères ont survécu au passage au XXIe siècle et la communauté agricole locale dépend de la fourniture de denrées au niveau des villes de Palmerston North, Pahiatua ou Dannevirke.
Le lait des fermes du district de Woodville est maintenant transporté par rail de la gare d'Oringi Milk Transfer Station vers Hawera pour être transformé. 
Woodville continue d’abriter une écurie florissante de chevaux de course, l’élevage et l’entraînement, sont basés au niveau du Woodville & Pahiatua Jockey Club au nord-est de la ville.

## Fabrication d’énergie renouvelable
Il y a eu une amélioration de l’économie locale avec la construction et l’entretien de la Ferme éolienne de ‘Te Apiti Wind Farm’ (en) sur la crête au-dessus de la ville. En effet, les piedmonts des chaînes de Ruahine et Tararua qui sont à l’ouest de Woodville, abritent maintenant la plus grande ferme d’éoliennes de Nouvelle-Zélande, qui fut installée au début des années 1990 et continue de s’étendre. 
Le vent d’ouest prédominant dans la région de Manawatu / Southern Hawkes Bay  fournit une vitesse médiane du vent consistante, qui est la clé pour des mesures pertinentes de la génération éolienne du courant comme source d’énergie renouvelable. 
Plus au sud, la réputation de Wellington est peut-être inexacte : les terrains pastoraux plats de la région de Manawatu et en particulier l’effet de cheminée créé par les gorges de Manawatu (en) dans le secteur de Woodville sont bien connus pour être l’objet de vents régulièrement importants. 
À la suite d'affirmations détaillées et de tests au début des années 1990, la décision fut prise par la compagnie d’électricité nouvellement privatisée d’implanter deux importantes fermes d’éoliennes sur la ligne de crête.
Au début des années 2010, près de 50 turbines à vent, de plus de 40 m de haut, surmontant la chaîne des monts Tararua et Ruahine. 
Woodville utilise maintenant ce fait comme une partie de sa promotion.
Toutefois de nombreuses personnes considèrent les éoliennes comme une agression pour la vue et croient qu’elles sont un détriment pour le paysage et l’environnement, d’autant qu’elles sont visibles jusqu’à Palmerston North.

## Activités culturelles
Woodville fut le lieu de création du Mountain Rock Music Festival (en), une célébration de la musique néo-zélandaise, qui a grossi pour devenir le plus important festival de musique locale durant les années  |1990. 
L’artiste célèbre Gottfried Lindauer (en) est enterré dans le cimetière de Old Gorge.

## Activités   sportives
Woodville a produit un certain nombre de sportifs réputés, en particulier dans les années  1980. 
Parmi eux, se trouvait en 1987, le joueur des All Black : Robbie McLean (en), qui jouait pour le club du Woodville Rugby Club et Wairarapa-Bush à l’époque de sa sélection en équipe nationale.
McLean était né à Hawera et était regardé avec intérêt par le sélectionneur et l’ancien All Black No 8 Brian Lochore.
D’autres sportifs, comprenaient le demi d’ouverture du Wairarapa-Bush Kevin Carter, qui à cette époque tenait le record national pour le nombre de “drop goals” en une saison de la division 1 et fut l’instrument du succès dans le championnat de première classe des anciens de la division 1 dans les années 1980, et les compétiteurs de la ligue Nationale de Basket Joe Schmidt et Paul Walsh, tous les deux ayant joué pour le compte du club de Ubix Palmerston North lors de la saison 1986-87.
Schmidt joua aussi en première ligue en rugby sur les bancs de Manawatu et a depuis mené avec succès une carrière d’entraîneur avec des équipes de Nouvelle-Zélande et de France. 
Au début des années 2010, Schmidt fut nommé à la Head Coach de l’équipe de Leinster, régnant sur le championnat de la Heineken Cup European Rugby basée à Dublin.